# Europese auto in 2002
Dit artikel geeft een overzicht van alle Europese personenwagens die op de markt kwamen in 2002. De auto's staan alfabetisch gerangschikt per merk.

## West-Europa
| Audi |                  | concern:       | Volkswagen AG Duitsland |
| Audi | divisie:         |                |                         |
| Audi | merk:            | Audi Duitsland |                         |
| Audi | model:           | A4 cabriolet   |                         |
| Audi | einde productie: | 2005           |                         |
| Audi | productieaantal: | ?              |                         |

| Audi |                  | concern:                                                                                 | Volkswagen AG Duitsland |
| Audi | divisie:         |                                                                                          |                         |
| Audi | merk:            | Audi Duitsland                                                                           |                         |
| Audi | model:           | RS6 sedan / Avant stationwagen (1e generatie; krachtiger variant van de 2e generatie A6) |                         |
| Audi | einde productie: | 2004                                                                                     |                         |
| Audi | productieaantal: | ruim 8000                                                                                |                         |

| Audi |                  | concern:       | Volkswagen AG Duitsland |
| Audi | divisie:         |                |                         |
| Audi | merk:            | Audi Duitsland |                         |
| Audi | model:           | A8             |                         |
| Audi | einde productie: | 2005           |                         |
| Audi | productieaantal: | ?              |                         |

| BMW |                  | concern:      | onafhankelijk |
| BMW | divisie:         |               |               |
| BMW | merk:            | BMW Duitsland |               |
| BMW | model:           | Z4 (E85)      |               |
| BMW | einde productie: | 2008          |               |
| BMW | productieaantal: | ?             |               |

| Bristol |                  | concern:                    | onafhankelijk |
| Bristol | divisie:         |                             |               |
| Bristol | merk:            | Bristol Verenigd Koninkrijk |               |
| Bristol | model:           | Fighter                     |               |
| Bristol | einde productie: | ?                           |               |
| Bristol | productieaantal: | ?                           |               |

| Citroën |                  | concern:          | PSA Peugeot Citroën Frankrijk |
| Citroën | divisie:         |                   |                               |
| Citroën | merk:            | Citroën Frankrijk |                               |
| Citroën | model:           | Berlingo          |                               |
| Citroën | einde productie: | 2008              |                               |
| Citroën | productieaantal: | ?                 |                               |

| Citroën |                  | concern:          | PSA Peugeot Citroën Frankrijk |
| Citroën | divisie:         |                   |                               |
| Citroën | merk:            | Citroën Frankrijk |                               |
| Citroën | model:           | C3                |                               |
| Citroën | einde productie: | 2009              |                               |
| Citroën | productieaantal: | ?                 |                               |

| Citroën FIAT Lancia Peugeot |                  | concern: | FIAT Italië PSA Peugeot Citroën Frankrijk |
| Citroën FIAT Lancia Peugeot | divisie:         | |                                           |
| Citroën FIAT Lancia Peugeot | merk:            | Citroën en Peugeot Frankrijk FIAT en Lancia Italië                                                             |                                           |
| Citroën FIAT Lancia Peugeot | model:           | C8 (Citroën), Ulysse (Fiat), Phedra (Lancia), 807 (Peugeot) (2e generatie van de gemeenschappelijke grote mpv) |                                           |
| Citroën FIAT Lancia Peugeot | einde productie: | 2010 (Ulysse en Phedra), medio 2014 (C8 en 807)                                                                |                                           |
| Citroën FIAT Lancia Peugeot | productieaantal: | 143.334 (C8; verkocht in Europa), 44.599 (Phedra; verkocht in Europa), 171.089 (807, verkocht in Europa)       |                                           |

| Ferrari |                  | concern:       | FIAT Italië |
| Ferrari | divisie:         |                |             |
| Ferrari | merk:            | Ferrari Italië |             |
| Ferrari | model:           | 575M Maranello |             |
| Ferrari | einde productie: | 2005           |             |
| Ferrari | productieaantal: | 2064           |             |

| Ferrari |                  | concern:                                  | FIAT Italië |
| Ferrari | divisie:         |                                           |             |
| Ferrari | merk:            | Ferrari Italië                            |             |
| Ferrari | model:           | Enzo                                      |             |
| Ferrari | einde productie: | 2004                                      |             |
| Ferrari | productieaantal: | 400 (opgave Ferrari), ca. 500 (schatting) |             |

| FIAT |                  | concern:    | onafhankelijk |
| FIAT | divisie:         |             |               |
| FIAT | merk:            | FIAT Italië |               |
| FIAT | model:           | Stilo break |               |
| FIAT | einde productie: | 2007        |               |
| FIAT | productieaantal: | ?           |               |

| Ford |                  | concern:                                         | Ford Motor Company Verenigde Staten |
| Ford | divisie:         | Ford of Europe Duitsland                         |                                     |
| Ford | merk:            | Ford Verenigde Staten                            |                                     |
| Ford | model:           | Fiesta drie- en vijfdeurhatchback (5e generatie) |                                     |
| Ford | einde productie: | 2008                                             |                                     |
| Ford | productieaantal: | ?                                                |                                     |

| Ford |                  | concern:                        | Ford Motor Company Verenigde Staten |
| Ford | divisie:         | Ford of Europe Duitsland        |                                     |
| Ford | merk:            | Ford Verenigde Staten           |                                     |
| Ford | model:           | Fusion (gebaseerd op de Fiesta) |                                     |
| Ford | einde productie: | 2012                            |                                     |
| Ford | productieaantal: | ?                               |                                     |

| Ford |                  | concern:                 | Ford Motor Company Verenigde Staten |
| Ford | divisie:         | Ford of Europe Duitsland |                                     |
| Ford | merk:            | Ford Verenigde Staten    |                                     |
| Ford | model:           | Transit Connect          |                                     |
| Ford | einde productie: | 2013                     |                                     |
| Ford | productieaantal: | ?                        |                                     |

| Koenigsegg |                  | concern:          | onafhankelijk |
| Koenigsegg | divisie:         |                   |               |
| Koenigsegg | merk:            | Koenigsegg Zweden |               |
| Koenigsegg | model:           | CC8S sportwagen   |               |
| Koenigsegg | einde productie: | 2003              |               |
| Koenigsegg | productieaantal: | 6                 |               |

| Lamborghini |                  | concern:                                                             | Volkswagen AG Duitsland |
| Lamborghini | divisie:         |                                                                      |                         |
| Lamborghini | merk:            | Lamborghini Italië                                                   |                         |
| Lamborghini | model:           | Murciélago coupé-sportwagen (een roadster-variant verscheen in 2004) |                         |
| Lamborghini | einde productie: | 11 mei 2010                                                          |                         |
| Lamborghini | productieaantal: | 3102                                                                 |                         |

| Lancia |                  | concern:                   | FIAT Italië |
| Lancia | divisie:         |                            |             |
| Lancia | merk:            | Lancia Italië              |             |
| Lancia | model:           | Thesis sedan (1 generatie) |             |
| Lancia | einde productie: | 10 maart 2009              |             |
| Lancia | productieaantal: | ca. 16.718                 |             |

| Land Rover |                  | concern:                                | Ford Motor Company Verenigde Staten |
| Land Rover | divisie:         |                                         |                                     |
| Land Rover | merk:            | Land Rover Verenigd Koninkrijk          |                                     |
| Land Rover | model:           | Range Rover vijfdeur-suv (3e generatie) |                                     |
| Land Rover | einde productie: | medio 2012                              |                                     |
| Land Rover | productieaantal: | 293.494                                 |                                     |

| Maserati |                  | concern:                                                                             | FIAT Italië |
| Maserati | divisie:         |                                                                                      |             |
| Maserati | merk:            | Maserati Italië                                                                      |             |
| Maserati | model:           | Coupé GT / Spyder cabriolet (1 generatie; vaak 4200 (GT) genoemd ter onderscheiding) |             |
| Maserati | einde productie: | 2007                                                                                 |             |
| Maserati | productieaantal: | 6449 (Coupé), 3889 (Spyder)                                                          |             |

| Maybach |                  | concern: | DaimlerChrysler Duitsland |
| Maybach | divisie:         | |                           |
| Maybach | merk:            | Maybach Duitsland |                           |
| Maybach | model:           | 57 luxesedan (1 generatie; de krachtiger 57S verscheen in 2005) 62 verlengde luxesedan (1 generatie; de krachtiger 62S verscheen in 2006 en de 62S Landaulet in 2008) |                           |
| Maybach | einde productie: | januari 2013 (57S), februari 2013 (62S) |                           |
| Maybach | productieaantal: | 1771 (57 en 57S), 1550 (62 en 62S) |                           |

| Mercedes-Benz |                  | concern:                                       | DaimlerChrysler Duitsland |
| Mercedes-Benz | divisie:         |                                                |                           |
| Mercedes-Benz | merk:            | Mercedes-Benz Duitsland                        |                           |
| Mercedes-Benz | model:           | CLK-Klasse coupé (C209; 2e generatie)          |                           |
| Mercedes-Benz | einde productie: | november 2008                                  |                           |
| Mercedes-Benz | productieaantal: | ruim 200.000 (exclusief de cabriolet uit 2003) |                           |

| Mercedes-Benz |                  | concern:                                           | DaimlerChrysler Duitsland |
| Mercedes-Benz | divisie:         |                                                    |                           |
| Mercedes-Benz | merk:            | Mercedes-Benz Duitsland                            |                           |
| Mercedes-Benz | model:           | E-Klasse sedan (W211; 3e generatie)                |                           |
| Mercedes-Benz | einde productie: | april 2009                                         |                           |
| Mercedes-Benz | productieaantal: | ca. 1.270.000 (exclusief de stationwagen uit 2003) |                           |

| Mercedes-Benz |                  | concern:                      | DaimlerChrysler Duitsland |
| Mercedes-Benz | divisie:         |                               |                           |
| Mercedes-Benz | merk:            | Mercedes-Benz Duitsland       |                           |
| Mercedes-Benz | model:           | Vaneo mpv (W414; 1 generatie) |                           |
| Mercedes-Benz | einde productie: | juli 2005                     |                           |
| Mercedes-Benz | productieaantal: | 55.469                        |                           |

| MG |                  | concern: | MG Rover Group Verenigd Koninkrijk |
| MG | divisie:         | |                                    |
| MG | merk:            | MG Verenigd Koninkrijk |                                    |
| MG | model:           | TF tweezitcabriolet (2e generatie; stopgezet na het faillissement van MG Rover; na de overname door Nanjing Automobile werd de productie hervat in China) |                                    |
| MG | einde productie: | 2005 (Verenigd Koninkrijk); 2011 (China) |                                    |
| MG | productieaantal: | 39.880 (t/m 2005); ca. 118.000 (t/m 2011) |                                    |

| Morgan |                  | concern:                   | onafhankelijk |
| Morgan | divisie:         |                            |               |
| Morgan | merk:            | Morgan Verenigd Koninkrijk |               |
| Morgan | model:           | Aero 8                     |               |
| Morgan | einde productie: | ?                          |               |
| Morgan | productieaantal: | ?                          |               |

| Opel |                  | concern:        | General Motors Verenigde Staten |
| Opel | divisie:         |                 |                                 |
| Opel | merk:            | Opel Duitsland  |                                 |
| Opel | model:           | Vectra 4p / GTS |                                 |
| Opel | einde productie: | 2005 / 2008     |                                 |
| Opel | productieaantal: | ?               |                                 |

| Peugeot |                  | concern:                                                 | PSA Peugeot Citroën Frankrijk |
| Peugeot | divisie:         |                                                          |                               |
| Peugeot | merk:            | Peugeot Frankrijk                                        |                               |
| Peugeot | model:           | 206 SW stationwagen (afgeleid van de hatchback uit 1998) |                               |
| Peugeot | einde productie: | 2007                                                     |                               |
| Peugeot | productieaantal: | 366.000                                                  |                               |

| Peugeot |                  | concern:                                                         | PSA Peugeot Citroën Frankrijk |
| Peugeot | divisie:         |                                                                  |                               |
| Peugeot | merk:            | Peugeot Frankrijk                                                |                               |
| Peugeot | model:           | 307 SW / Break stationwagen (afgeleid van de hatchback uit 2001) |                               |
| Peugeot | einde productie: | 2008                                                             |                               |
| Peugeot | productieaantal: | ?                                                                |                               |

| Peugeot |                  | concern:          | PSA Peugeot Citroën Frankrijk |
| Peugeot | divisie:         |                   |                               |
| Peugeot | merk:            | Peugeot Frankrijk |                               |
| Peugeot | model:           | Partner           |                               |
| Peugeot | einde productie: | 2008              |                               |
| Peugeot | productieaantal: | ?                 |                               |

| Porsche |                  | concern:                                                        | onafhankelijk |
| Porsche | divisie:         |                                                                 |               |
| Porsche | merk:            | Porsche Duitsland                                               |               |
| Porsche | model:           | 911 2+2-targa (996; variant van de 5e generatie coupé uit 1997) |               |
| Porsche | einde productie: | 2005                                                            |               |
| Porsche | productieaantal: | 5152                                                            |               |

| Porsche |                  | concern:                   | onafhankelijk |
| Porsche | divisie:         |                            |               |
| Porsche | merk:            | Porsche Duitsland          |               |
| Porsche | model:           | Cayenne suv (1e generatie) |               |
| Porsche | einde productie: | 2010                       |               |
| Porsche | productieaantal: | 276.652                    |               |

| Renault |                  | concern:                                           | onafhankelijk |
| Renault | divisie:         |                                                    |               |
| Renault | merk:            | Renault Frankrijk                                  |               |
| Renault | model:           | Espace / verlengde Grand Espace mpv (4e generatie) |               |
| Renault | einde productie: | 2014                                               |               |
| Renault | productieaantal: | 372.692                                            |               |

| Renault |                  | concern:                                                                                           | onafhankelijk |
| Renault | divisie:         | |               |
| Renault | merk:            | Renault Frankrijk                                                                                  |               |
| Renault | model:           | Mégane drie- en vijfdeurhatchback (2e generatie)                                                   |               |
| Renault | einde productie: | 2008                                                                                               |               |
| Renault | productieaantal: | ca. 1,8 miljoen (verkocht in Europa; inclusief de sedan, stationwagen en coupé-cabriolet uit 2003) |               |

| Renault |                  | concern:                                  | onafhankelijk |
| Renault | divisie:         |                                           |               |
| Renault | merk:            | Renault Frankrijk                         |               |
| Renault | model:           | Vel Satis vijfdeurhatchback (1 generatie) |               |
| Renault | einde productie: | 2009                                      |               |
| Renault | productieaantal: | 62.201                                    |               |

| Saab |                  | concern:                                                                        | General Motors Verenigde Staten |
| Saab | divisie:         |                                                                                 |                                 |
| Saab | merk:            | Saab Zweden                                                                     |                                 |
| Saab | model:           | 9-3 Sport Sedan (2e generatie)                                                  |                                 |
| Saab | einde productie: | 2014                                                                            |                                 |
| Saab | productieaantal: | 577.667 (t/m 2010; inclusief de cabriolet uit 2003 en de stationwagen uit 2005) |                                 |

| Santana |                  | concern:       | onafhankelijk |
| Santana | divisie:         |                |               |
| Santana | merk:            | Santana Spanje |               |
| Santana | model:           | Anibal (PS-10) |               |
| Santana | einde productie: | ?              |               |
| Santana | productieaantal: | ?              |               |

| SEAT |                  | concern:    | Volkswagen AG Duitsland |
| SEAT | divisie:         |             |                         |
| SEAT | merk:            | Seat Spanje |                         |
| SEAT | model:           | Arosa       |                         |
| SEAT | einde productie: | 2004        |                         |
| SEAT | productieaantal: | ?           |                         |

| SEAT |                  | concern:    | Volkswagen AG Duitsland |
| SEAT | divisie:         |             |                         |
| SEAT | merk:            | Seat Spanje |                         |
| SEAT | model:           | Córdoba 4p  |                         |
| SEAT | einde productie: | 2009        |                         |
| SEAT | productieaantal: | ?           |                         |

| SEAT |                  | concern:    | Volkswagen AG Duitsland |
| SEAT | divisie:         |             |                         |
| SEAT | merk:            | Seat Spanje |                         |
| SEAT | model:           | Ibiza       |                         |
| SEAT | einde productie: | 2008        |                         |
| SEAT | productieaantal: | ?           |                         |

| Smart |                  | concern:                                                                          | DaimlerChrysler Duitsland |
| Smart | divisie:         |                                                                                   |                           |
| Smart | merk:            | Smart Duitsland                                                                   |                           |
| Smart | model:           | Crossblade roadster-stadsauto (afgeleid van de 1e generatie City-Cabrio uit 2000) |                           |
| Smart | einde productie: | december 2003                                                                     |                           |
| Smart | productieaantal: | 2000                                                                              |                           |

| Spyker |                  | concern: | onafhankelijk |
| Spyker | divisie:         | |               |
| Spyker | merk:            | Spyker Nederland |               |
| Spyker | model:           | C8 Double 12S coupé-sportwagen (variant van de Double 12R-racewagen, zelf gebaseerd op de 1e generatie Laviolette uit 2001) |               |
| Spyker | einde productie: | 2007 |               |
| Spyker | productieaantal: | 4 tot 15 |               |

| TVR |                  | concern:                | onafhankelijk |
| TVR | divisie:         |                         |               |
| TVR | merk:            | TVR Verenigd Koninkrijk |               |
| TVR | model:           | Tamora                  |               |
| TVR | einde productie: | 2006                    |               |
| TVR | productieaantal: | ?                       |               |

| Vauxhall |                  | concern:                     | General Motors Verenigde Staten |
| Vauxhall | divisie:         |                              |                                 |
| Vauxhall | merk:            | Vauxhall Verenigd Koninkrijk |                                 |
| Vauxhall | model:           | Meriva                       |                                 |
| Vauxhall | einde productie: | ?                            |                                 |
| Vauxhall | productieaantal: | ?                            |                                 |

| Vauxhall |                  | concern:                     | General Motors Verenigde Staten |
| Vauxhall | divisie:         |                              |                                 |
| Vauxhall | merk:            | Vauxhall Verenigd Koninkrijk |                                 |
| Vauxhall | model:           | Monaro                       |                                 |
| Vauxhall | einde productie: | ?                            |                                 |
| Vauxhall | productieaantal: | ?                            |                                 |

| Vauxhall |                  | concern:                     | General Motors Verenigde Staten |
| Vauxhall | divisie:         |                              |                                 |
| Vauxhall | merk:            | Vauxhall Verenigd Koninkrijk |                                 |
| Vauxhall | model:           | Vectra 4p / GTS              |                                 |
| Vauxhall | einde productie: | ?                            |                                 |
| Vauxhall | productieaantal: | ?                            |                                 |

| Volkswagen |                  | concern:             | onafhankelijk |
| Volkswagen | divisie:         |                      |               |
| Volkswagen | merk:            | Volkswagen Duitsland |               |
| Volkswagen | model:           | Phaeton              |               |
| Volkswagen | einde productie: | ?                    |               |
| Volkswagen | productieaantal: | ?                    |               |

| Volkswagen |                  | concern:              | onafhankelijk |
| Volkswagen | divisie:         |                       |               |
| Volkswagen | merk:            | Volkswagen Duitsland  |               |
| Volkswagen | model:           | Polo Mk V -/hatchback |               |
| Volkswagen | einde productie: | 2006                  |               |
| Volkswagen | productieaantal: | ?                     |               |

| Volkswagen |                  | concern:             | onafhankelijk |
| Volkswagen | divisie:         |                      |               |
| Volkswagen | merk:            | Volkswagen Duitsland |               |
| Volkswagen | model:           | Touareg              |               |
| Volkswagen | einde productie: | 2010                 |               |
| Volkswagen | productieaantal: | ?                    |               |

| Volvo |                  | concern:     | Ford Motor Company Verenigde Staten |
| Volvo | divisie:         |              |                                     |
| Volvo | merk:            | Volvo Zweden |                                     |
| Volvo | model:           | XC90         |                                     |
| Volvo | einde productie: | ?            |                                     |
| Volvo | productieaantal: | ?            |                                     |

## Rusland
| Chevrolet |                  | concern:                                   | GM-AvtoVAZ Rusland |
| Chevrolet | divisie:         |                                            |                    |
| Chevrolet | merk:            | Chevrolet Verenigde Staten                 |                    |
| Chevrolet | model:           | Niva (badge-engineered VAZ 2123/Lada Niva) |                    |
| Chevrolet | einde productie: | 2020                                       |                    |
| Chevrolet | productieaantal: | ruim 700.000 (incl. VAZ 2123 in 2000–2002) |                    |

| Lada |                  | concern:     | General Motors Verenigde Staten |
| Lada | divisie:         |              |                                 |
| Lada | merk:            | Lada Rusland |                                 |
| Lada | model:           | 2123         |                                 |
| Lada | einde productie: | ?            |                                 |
| Lada | productieaantal: | ?            |                                 |

| Moskvitsj |                  | concern:          | onafhankelijk |
| Moskvitsj | divisie:         |                   |               |
| Moskvitsj | merk:            | Moskvitsj Rusland |               |
| Moskvitsj | model:           | 2142 Duet I / II  |               |
| Moskvitsj | einde productie: | ?                 |               |
| Moskvitsj | productieaantal: | ?                 |               |